# Hulhidhoo
Hulhidhoo est une petite île inhabitée des Maldives.

## Géographie
Hulhidhoo est située dans le centre des Maldives, au centre de l'atoll Felidhu, dans la subdivision de Vaavu. 